# ديلبرت ميلر
ديلبرت ميلر هو سياسي أمريكي، (و. 1885  م). نشط حزبياً في الحزب الجمهوري. وقد انتخب عضو جمعية ولاية ويسكونسن ‏.